# International Standard Bibliographic Description
La International Standard Bibliographic Description o Descripción Bibliográfica Internacional Normalizada (ISBD) es la norma que determina los requisitos para la descripción e identificación de los elementos más comunes de recursos publicados que pueden formar las colecciones de las bibliotecas.
La ISBD es la norma que determina los elementos de datos que se deben registrar o transcribir en un orden específico como base para la descripción de recurso que se está catalogando. Además, emplea puntuación prescrita como medio para reconocer y mostrar estos elementos de datos y hacerlos comprensibles con independencia de la lengua de la descripción
Hasta 2007 existían una ISBD de descripción general y hasta siete especializaciones según el recurso, que eran ISBD (S) (para publicaciones seriadas), ISBD (CM) (para material cartográfico), ISBD (NBM) (para material no librario), ISBD (PM) (para música impresa), ISBD (A) (para publicaciones monográficas antiguas), ISBD (CP) (para partes de obras) y ISBD (CF) (para archivos legibles por ordenador). En ese año la Federación Internacional de Asociaciones de Bibliotecarios y Bibliotecas (IFLA) publica la primera versión de la ISBD consolidada, que recogía las anteriores especializaciones en un solo texto. Dos años después fue traducida al castellano por la Biblioteca Nacional de España. La versión definitiva se aprobó en 2011, con algunas modificaciones entre las que destaca la nueva área cero, que sustituye a la antigua Designación General de Material. En 2013 se publica la versión definitiva en castellano.

## Estructura de un registro de ISBD
- Área 0 - Área de forma del contenido y tipo de medio.[2]
- Área 1 – Área de título y mención de responsabilidad.[3][4][5][6]
- Área 2 – Área de edición[7]
- Área 3 – Área específica de material o tipo de recurso
- Área 4 – Área de publicación, producción, distribución, etc.[8]
- Área 5 – Área de descripción física.[9]
- Área 6 – Área de serie.[10]
- Área 7 – Área notas.[11]
- Área 8 – Área de identificador del recurso y condiciones de disponibilidad.[12]